# Moulin Rouge (1934)
Moulin Rouge is een Amerikaanse film uit 1934 onder regie van Sidney Lanfield. De film is een nieuwe versie van de stomme film Her Sister from Paris (1925), waarin Constance Talmadge en Ronald Colman de hoofdrollen hadden. Lucille Ball heeft een figurantenrol als een koormeisje in de film.

## Verhaal
Bennett speelt een dubbelrol van een tweeling, waarvan een is getrouwd met een songwriter. Hij wil niet dat zijn vrouw, die vroeger een bekende actrice was, terugkeert naar het theater. Om te verbergen dat ze toch een rol in een musical heeft, treedt ze op als haar ongehuwde tweelingzus. Ondertussen doet de ongehuwde zus alsof ze haar getrouwde zuster is.

## Rolverdeling
| Acteur            | Personage         |
| ----------------- | ----------------- |
| Constance Bennett | Helen Hall/Raquel |
| Franchot Tone     | Douglas Hall      |
| Tullio Carminati  | Victor Le Maire   |
| Helen Westley     | Mrs. Morris       |